# Беломорск
Беломорск (рус. Беломорск) град је у Русији у Карелији. Према попису становништва из 2010. у граду је живело 11217 становника.

## Становништво
| 1939.  | 1959.  | 1970.  | 1979.  | 1989.  | 2002.  | 2010.  |
| ------ | ------ | ------ | ------ | ------ | ------ | ------ |
| 12.238 | 14.783 | 16.595 | 18.071 | 18.935 | 13.103 | 11.217 |